# Le signorine di Wilko
Le signorine di Wilko (Panny z Wilka) è un film del 1979 diretto da Andrzej Wajda. Fu candidato all'Oscar al miglior film straniero.

## Riconoscimenti
- 1980 - Premio Oscar
  - Candidatura all'Oscar al miglior film straniero